# Rivière Chochocouane
Rivière Chochocouane är ett vattendrag i Kanada.   Det ligger i provinsen Québec, i den sydöstra delen av landet, 270 km norr om huvudstaden Ottawa.
I omgivningarna runt Rivière Chochocouane växer i huvudsak blandskog. Trakten runt Rivière Chochocouane är nära nog obefolkad, med mindre än två invånare per kvadratkilometer.